# Quebrada Botija
La quebrada Botija es un lecho seco se desarrolla en la costa de la Región de Antofagasta.

## Historia
Luis Risopatrón describe tres accidentes geográficos en ese lugar en su Diccionario Jeográfico de Chile: 93 
Botija (Quebrada de) 24° 32' 70° 35'. Tiene buena aguada, pero salobre, cuya agua se llevaba antes en burros a la caleta de El Cobre; corre' hacia el W, sin vejetacion, entre cerros sieníticos, cuyo pié está cubierto de ripio hasta mucha altura i desemboca en la caleta del mismo nombre. 1, VII, p. 136; i de Botijas en 98, II, p. 307; i 150, p. 28 (Philippi, 1860).
Botija (Agua de) 24° 30' 70° 35'. Es un poco salobre, puede ser fácilmente inundada por las aguas del mar i revienta a corta distancia al S de la punta Traga Jente. 1, xx, p. 179; 98, III, p. 118; 99, p. 17; 131; i 156; i de Botijas en 98, n, p. 513 i carta de San Román (1892); i 99, p. 82.
Botija (Caleta) 24° 33' 70° 36'. Es de costas bravas i bordadas de rocas, no ofrece abrigo para buques i se abre a corta distancia al N de la punta de Dos Reyes o Miguel Diaz; hai una aguada abundante en el rincón SE, pero salobre i mala, en cacimbas labradas cerca de la playa. 1, VII, p. 135 i 136; 63, p. 117; 68, p. 42; 155, p. 81; i 156.
Entre el 25  y el 27 de marzo, el temporal del norte de Chile de 2015 generó inundaciones y aluviones en las ciudades de Chañaral, Copiapó, Taltal, Diego de Almagro, El Salado, Tierra Amarilla, Alto del Carmen, Vicuña, entre otras. Durante el día 24 de marzo precipitaciones mayores a 50 mm en 24 hrs. se concentraron, principalmente, en la parte media y alta de la quebrada de Taltal. Al día siguiente hubo precipitaciones (entre 10 y 50 mm/24hr) en la parte baja de la cuenca de la quebrada Taltal;